# Nicolas Marini
Pour les articles homonymes, voir Marini.
Nicolas Marini (né le 29 juillet 1993 à Iseo en Lombardie) est un coureur cycliste italien.

## Palmarès sur route

### Palmarès amateur
- 2010
  -  Médaillé d'argent par équipes aux Jeux olympiques de la jeunesse
  -  Médaillé de bronze du contre-la-montre des Jeux olympiques de la jeunesse
- 2011
  - 2e étape du Tre Ciclistica Bresciana
  - 8e du championnat du monde sur route juniors
- 2012
  - 2e de la Coppa 1° Maggio
  - 2e du Circuito Guazzorese
  - 3e du Trophée Antonietto Rancilio
  - 3e du Mémorial Benfenati
- 2013
  - Trophée Visentini
  - Circuito di San Donà di Piave
  - Giro della Valcavasia
  - Circuito Casalnoceto
  - Trophée Lampre
  - Circuito Alzanese
  - Circuito Molinese
  - 2e du Mémorial Polese
  - 2e du Grand Prix De Nardi
  - 2e de Vicence-Bionde
  - 2e de la Coppa Ardigò
  - 2e de la Medaglia d'Oro Nino Ronco
  - 2e du Circuito Castelnovese
- 2014
  - Coppa San Bernardino
  - Circuito di Sant'Urbano
  - Coppa Belricetto
  - Mémorial Lucattini
  - La Popolarissima
  - Gran Premio della Possenta
  - Milan-Busseto
  - Mémorial Carlo Valentini
  - 2e de Vicence-Bionde
  - 2e du Trophée de la ville de Castelfidardo
  - 2e du Trophée Lampre
  - 2e du Gran Premio d'Autunno
  - 3e de la Coppa San Geo
  - 3e du Circuito del Porto-Trofeo Arvedi
  - 3e du Gran Premio Fiera del Riso
  - 3e du Gran Premio Sannazzaro
- 2023
  - 4e étape du Tour of Tea Horse Road

### Palmarès professionnel
- 2015
  - 3e étape du Tour du Japon[1]
  - 2e, 3e et 6e étapes du Tour de Chine II
  - 2e du Tour de Chine II
- 2016
  - 5e étape du Tour de Chine I
  - 8e étape du Tour du lac Qinghai
  - 4e étape du Tour du lac Taihu
- 2017
  - 12e étape du Tour du lac Qinghai
  - 1re étape du Tour du lac Taihu
- 2018
  - 2e étape du Tour d'Albanie

### Classements mondiaux
| Année            | 2014 | 2015 | 2016  | 2017  |
| ---------------- | ---- | ---- | ----- | ----- |
| UCI Europe Tour  | 582e | 676e | 1526e | 1401e |
| UCI America Tour |      | 336e |       | 394e  |
| UCI Asia Tour    |      | 12e  | 88e   | 84e   |

## Palmarès sur piste

### Championnats nationaux
- 2011
  -  Champion d'Italie de la course aux points juniors
  - 2e du championnat d'Italie du scratch juniors
  - 3e du championnat d'Italie de l'omnium juniors